# Kanton Murat
Murat is een kanton van het Franse departement Cantal. Het kanton maakt deel uit van het arrondissement Saint-Flour.

## Gemeenten
Het kanton Murat omvatte tot 2014 de volgende 15 gemeenten:
- Albepierre-Bredons
- Celles
- Chalinargues
- La Chapelle-d'Alagnon
- Chastel-sur-Murat
- Chavagnac
- Cheylade
- Le Claux
- Dienne
- Laveissenet
- Laveissière
- Lavigerie
- Murat (hoofdplaats)
- Neussargues-Moissac
- Virargues

Door 
- de herindeling van de kantons bij decreet van 13 februari 2014, met uitwerking op 22 maart 2015, waarbij het kanton werd uitgebreid met 12 gemeenten;
- de samenvoeging op 1 december 2016 van de gemeenten Celles, Chalinargues, Chavagnac, Neussargues-Moissac en Sainte-Anastasie tot de fusiegemeente (commune nouvelle) Neussargues en Pinatelle;
- de samenvoeging op 1 januari 2017 van de gemeenten Murat en Chastel-sur-Murat  tot de fusiegemeente (commune nouvelle) Murat;

omvat het kanton Murat sindsdien volgende gemeenten:
- Albepierre-Bredons
- Allanche
- La Chapelle-d'Alagnon
- Charmensac
- Cheylade
- Le Claux
- Dienne
- Joursac
- Landeyrat
- Laveissenet
- Laveissière
- Lavigerie
- Murat
- Neussargues en Pinatelle
- Peyrusse
- Pradiers
- Saint-Saturnin
- Ségur-les-Villas
- Ussel
- Vernols
- Vèze
- Virargues